# علی‌نقی وزیری-آثار
 علی‌نقی وزیری-آثار نام یک آلبوم موسیقی اثر  علینقی وزیری، هنرمند ایرانی است که در سبک  سنتی تهیه شده و دارای ۱۰ آهنگ است. 

## فهرست آهنگ‌ها
| ردیف | آهنگ                |
| ۱    | دخترک ژولیده        |
| ۲    | بداهه سرایی چهارگاه |
| ۳    | ردیف علی دشتی       |
| ۴    | حاضر باش            |
| ۵    | بند باز             |
| ۶    | بداهه سرایی ماهور   |
| ۷    | گفتار               |
| ۸    | تصنیف ماهور         |
| ۹    | بند باز             |
| ۱۰   | گفتار               |